# Войтенко Зоя Всеволодівна
Войтенко Зоя Всеволодівна (нар. 22 липня 1959, м. Київ) — радянська та українська вчена-хімік, доктор хімічних наук (2005) та професор (2008)., кавалер ордена княгині Ольги ІІІ ступеня (Указ Президента України №867/2009 ).

## Біографія
Войтенко Зоя Всеволодівна у 1981 р. закінчила Хімічний факультет Київського національного університету імені Тараса Шевченка. Працює в КНУ: з 2006 р. — професор, водночас з 2007 р. — заступник декана з наукової роботи хімічного факультету.

## Наукові дослідження
Основний напрям — хімія гетероциклічних сполук, зокрема ізоіндолів, реакції Дільса–Альдера та Міхаеля, перегрупування, таутомерні та атропоізомерні сполуки, цініанові барвники, спектральних досліджень, біологічно активні речовини.

## Основні наукові праці
Статті в базі Scopus [Архівовано 25 лютого 2022 у Wayback Machine.], Пошуковий профіль науковця на порталі НБУВ [Архівовано 20 жовтня 2021 у Wayback Machine.]
- New cyannine dyes derived from tetrazolo[5,1-a]isoindoles // Tetrahedron. 2004. Vol. 60/1;
- Benzo[f]isoindole derivatives from cycloaddition reaction of 2,4-dimethylpyrimido[2,1-a]isoindole and maleimides // Comptes Rendus Chimie. 2006. Vol. 9;
- New meso substituted cyanine dyes in the 2-R-5H-[1,2,4]triazolo[5,1-a] isoindole series // Days&Pigment. 2007. Vol. 74 (усі — співавт.).